# 문순태
문순태(文淳太, 1941년 3월 15일 ~ )는 대한민국의 소설가이다.

## 생애
전라남도 담양군에서 출생하여 광주고등학교를 졸업하였고, 전남대학교 철학과에 입학한 후 숭실대학교에 편입하였으며 조선대학교 국문과를 졸업하였고, 순천대학교 교수와 《전남일보》 편집국장을 역임하였다. 1973년 《한국문학》 신인상에 〈백제의 미소〉가 당선되어 등단하였으며, 토속적인 향수와 한을 주정조(主情調)로 하여 우직하고 진실한 인간상을 그려내는 작가로 평가받고 있다.

## 작품
주요 작품으로 《징소리》, 《철쭉제》, 《걸어서 하늘까지》, 《타오르는 강》(1975년~2012년. 전9권) 등이 있다.